# Terento
Terenten tiếng Đức) hoặc Terento tiếng Ý) là một đô thị ở Bolzano-Bozen trong vùng Trentino-Alto Adige/Südtirol của Ý, có vị trí cách khoảng 100 km về phía đông bắc của Trento và khoảng 50 km về phía đông bắc của Bolzano. Tại thời điểm ngày 31 tháng 12 năm 2004, đô thị này có dân số 1.644 người và diện tích là 42,5 km².
Đô thị Terenten có các frazione (đơn vị cấp dưới) Colli in Pusteria.
Terenten giáp các đô thị: Kiens, Mühlwald, và Vintl.